# The Mummy's Hand
The Mummy's Hand è un film del 1940 diretto da Christy Cabanne. Pur riprendendo lo stesso tema del film del 1932 con Boris Karloff nei panni della mummia, ha una trama differente, nuovi protagonisti e la mummia ha un nome e caratteristiche diverse. Ne seguiranno altri tre film aventi, più o meno, la stessa struttura narrativa.

## Trama
Condannato ad essere sepolto vivo a guardia della sua amata principessa Ananka, e dopo la profanazione della tomba non assume un aspetto umano, restando nelle sue bende come un automa mantenuto in vita e controllato da un sacerdote del dio Karnak, attraverso un elisir estratto dalle magiche “foglie di tana” (che evocano in un certo senso il fiore tibetano mariphasa lupina lumina del film Il segreto del Tibet).
Anche se nella valle del Nilo esiste un luogo che si chiama Karnak, nella mitologia egizia non c'è nessun dio con questo nome. Analogamente, la reincarnazione non fa parte delle credenze dell'antico Egitto.

## Produzione

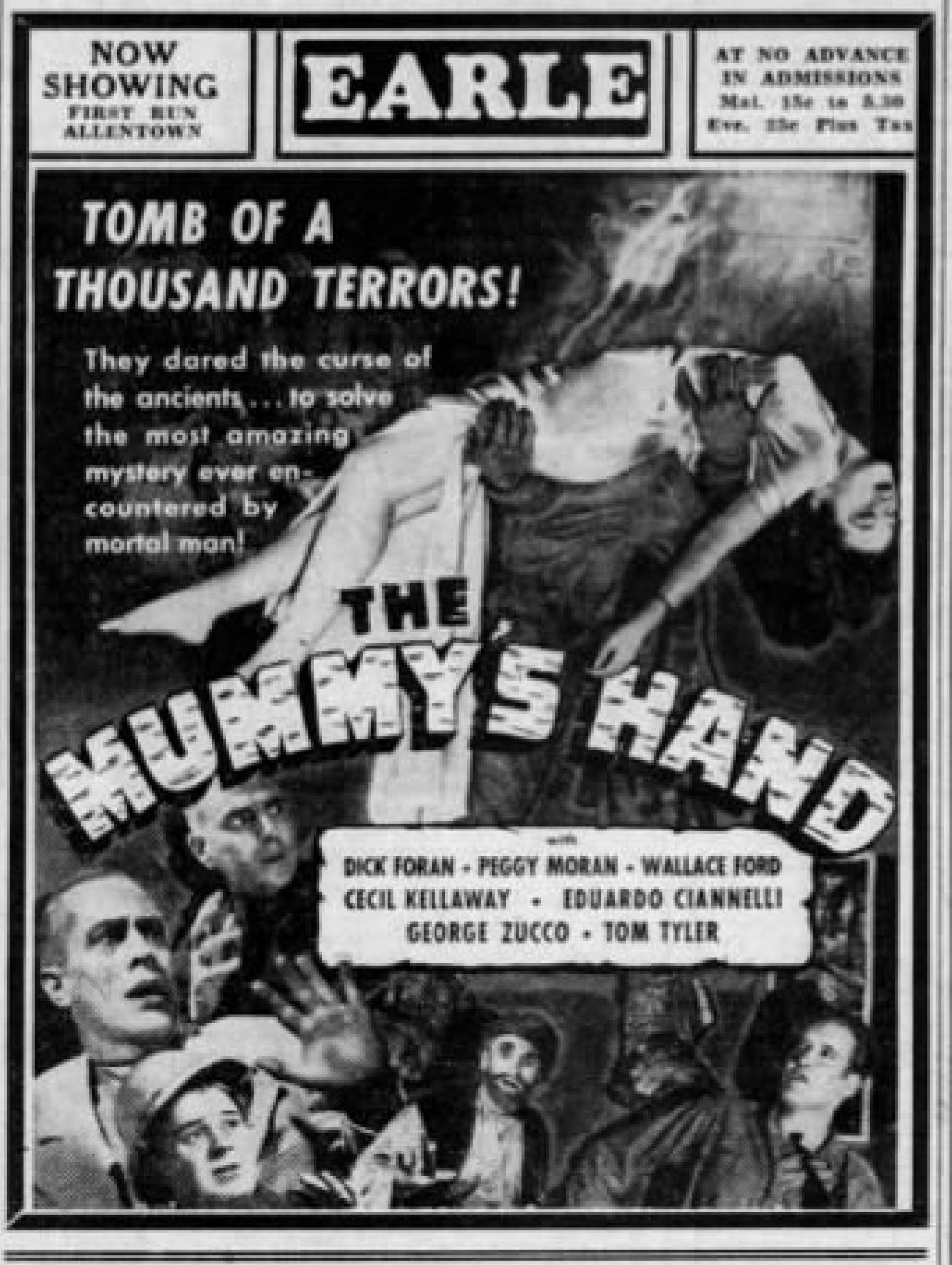
Pubblicità del film su un giornale dell'epoca

Questo film e i successivi furono realizzati in economia, riciclando diverse scene del film del 1932, quindi per il ruolo di Kharis fu scelto Tom Tyler in virtù della sua vaga somiglianza con Karloff e che aveva abbandonato i ruoli da cowboy per via dell'artrite. Il sacerdote Andoheb è interpretato da George Zucco, l'archeologo Banning da Dick Foran.
Il film, che inaugura il cosiddetto "Ciclo di Kharis", è il sequel, più nominale che altro (infatti la mummia protagonista non è più il sacerdote Imhotep, ma il principe Kharis) del film La mummia con Boris Karloff, e per certi versi può essere considerato una specie di remake del film del 1932. La sceneggiatura fu poi in parte ripresa nel film La mummia del 1959, prodotto dalla inglese Hammer.
In Italia il film è inedito nei cinema ma è stato trasmesso in versione originale sottotitolato nel circuito satellitare assieme ai suoi tre sequel.

## Sequel
- The Mummy's Tomb (1942)
- The Mummy's Ghost (1944)
- The Mummy's Curse (1944)